# Mali dodekahemiikozaeder
| Mali dodekahemiikozaeder                 | Mali dodekahemiikozaeder                             |
| ---------------------------------------- | ---------------------------------------------------- |
|                                          |                                                      |
| Vrsta                                    | uniformni zvezdni polieder                           |
| Elementi                                 | F = 22, E = 60, V =30 ({\displaystyle \chi \,} = -8) |
| Stranske ploskve po stranicah            | 12{5/2}+(10){6}                                      |
| Wythoffov simbol                         | 5/3 5/2 \| 3 (dvojno prekrivanje)                    |
| Simetrijska grupa                        | Ih, [5,3], *532                                      |
| Bowerjeva okrajšava                      | Sidhei                                               |
| Sklici                                   | U62, C78, W100                                       |
| mali dodekahemiizakron (dualni polieder) | 6.5/2.6.5/3 slika oglišč                             |

Mali dodekahemiikozaeder je nekonveksni uniformni polieder z oznako (indeksom) U62. Njegova slika oglišč je križni štirikotnik.
Je hemipolieder z desetimi šestkotnimi stranskimi ploskvami, ki potekajo skozi središče modela.

## Sorodni poliedri
Konveksna ogrinjača je ikozidodekaeder. Ta ima enako razvrstitev robov kot dodekadodekaeder, ki ima skupne pentagramske stranske ploskve ter veliki dodekahemiikozaeder, ki pa ima skupne šestkotne stranske ploskve.
| dodekadodekaeder           | mali dodekahemiikozaeder              |
| veliki dodekahemiikozaeder | ikozidodekaeder (konveksna ogrinjača) |